# KAICIID
El Centre Internacional per al Diàleg Interreligiós i Intercultural King Abdullah Bin Abdulaziz (KAICIID) és una organització internacional fundada el 2011 pel rei d'Aràbia Saudita, Abdulà bin Abdulaziz, en coordinació amb el rei espanyol Joan Carles I, amb la presidència d'Àustria i amb participació del Vaticà com a observador fundacional. Amb seu a Viena, compta amb representants de les principals religions del món i té la finalitat de promoure el diàleg interreligiós i intercultural arreu. A la seva carta fundacional s'assenyala que la religió actua "com activadora del respecte i la reconciliació" i que la seva missió és "esdevenir un fòrum que faciliti el diàleg interreligiós i intercultural i l'entesa". El 2015 va signar un acord amb l'ISCREB.